# Бахарлы (Агдамский район)
Бахарлы́ (азерб. Baharlı) — село в Агдамском районе Азербайджана.

## История
Первые упоминания села датированы началом XX века. Название происходит от рода Бахарлыляр.
В 1926 году согласно административно-территориальному делению Азербайджанской ССР село относилось к дайре Хиндристан Агдамского уезда.
После реформы административного деления и упразднения уездов в 1929 году был образован Хындрыстанский сельсовет в Агдамском районе Азербайджанской ССР.
Согласно административному делению 1961 и 1977 года село Бахарлы входило в Хындрыстанский сельсовет Агдамского района Азербайджанской ССР.
В 1999 году в Азербайджане была проведена административная реформа и был учрежден Хындрыстанский муниципалитет Агдамского района.

## География
Неподалёку от села протекает река Хачинчай.
Село находится в 30 км от райцентра Агдам, в 8 км от временного райцентра Кузанлы и в 331 км от Баку.
Высота села над уровнем моря — 252 м.

## Население
| Численность населения |
| 1979                  |
| --------------------- |
| 210                   |

## Климат
В селе холодный семиаридный климат.